# Strullendorf
Strullendorf är en kommun och ort i Landkreis Bamberg i Regierungsbezirk Oberfranken i förbundslandet Bayern i Tyskland.

## Bildgalleri

Strullendorf
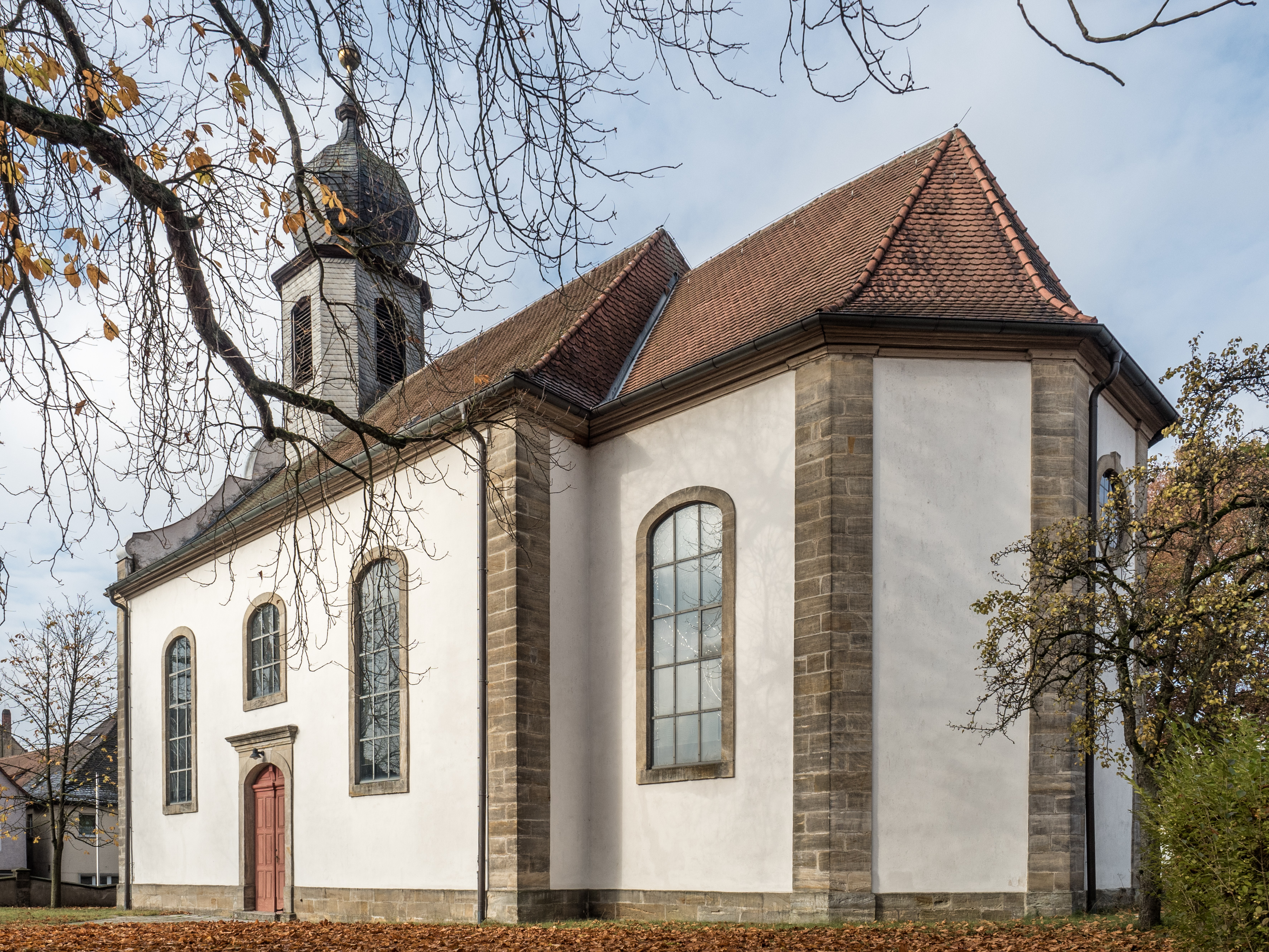
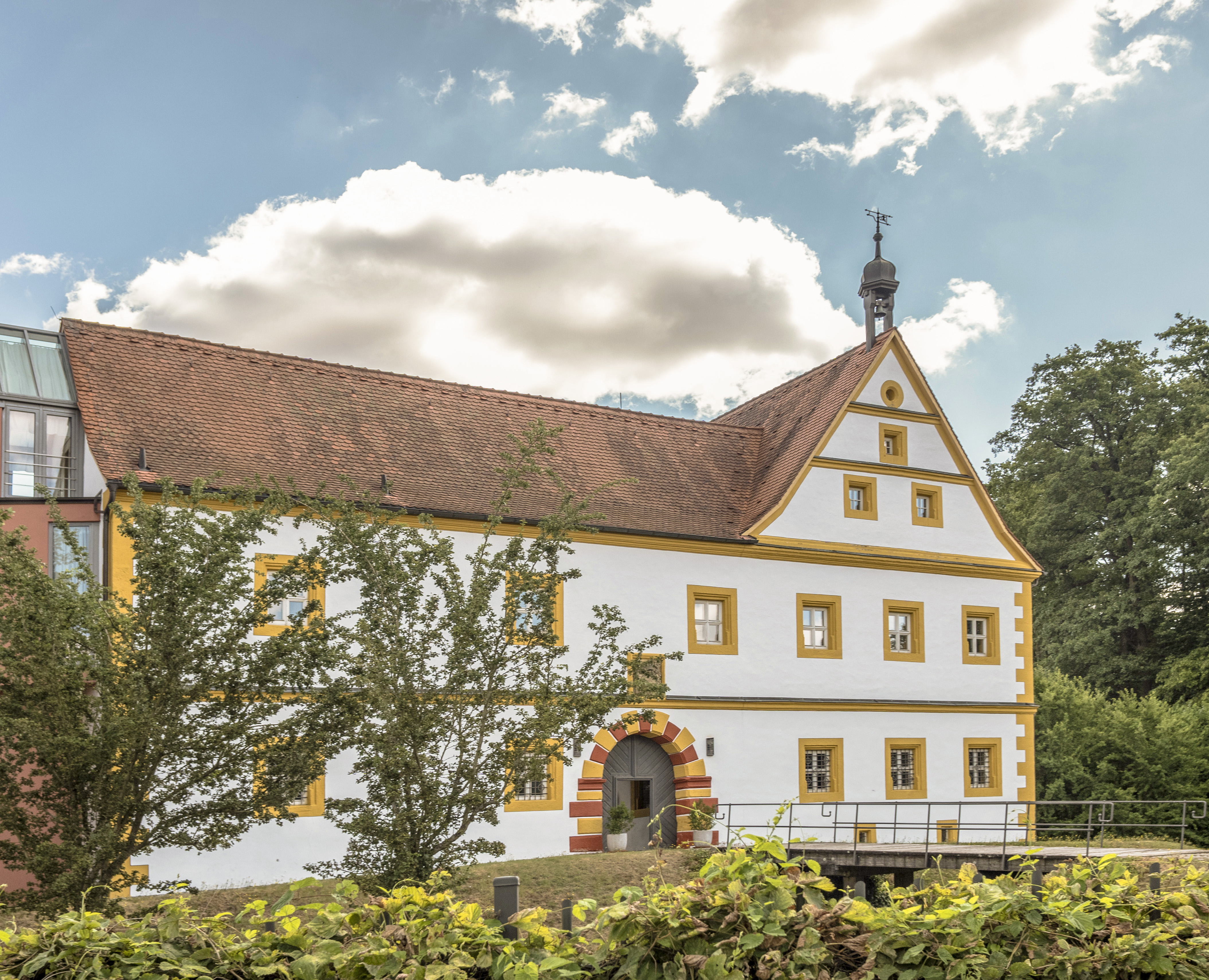
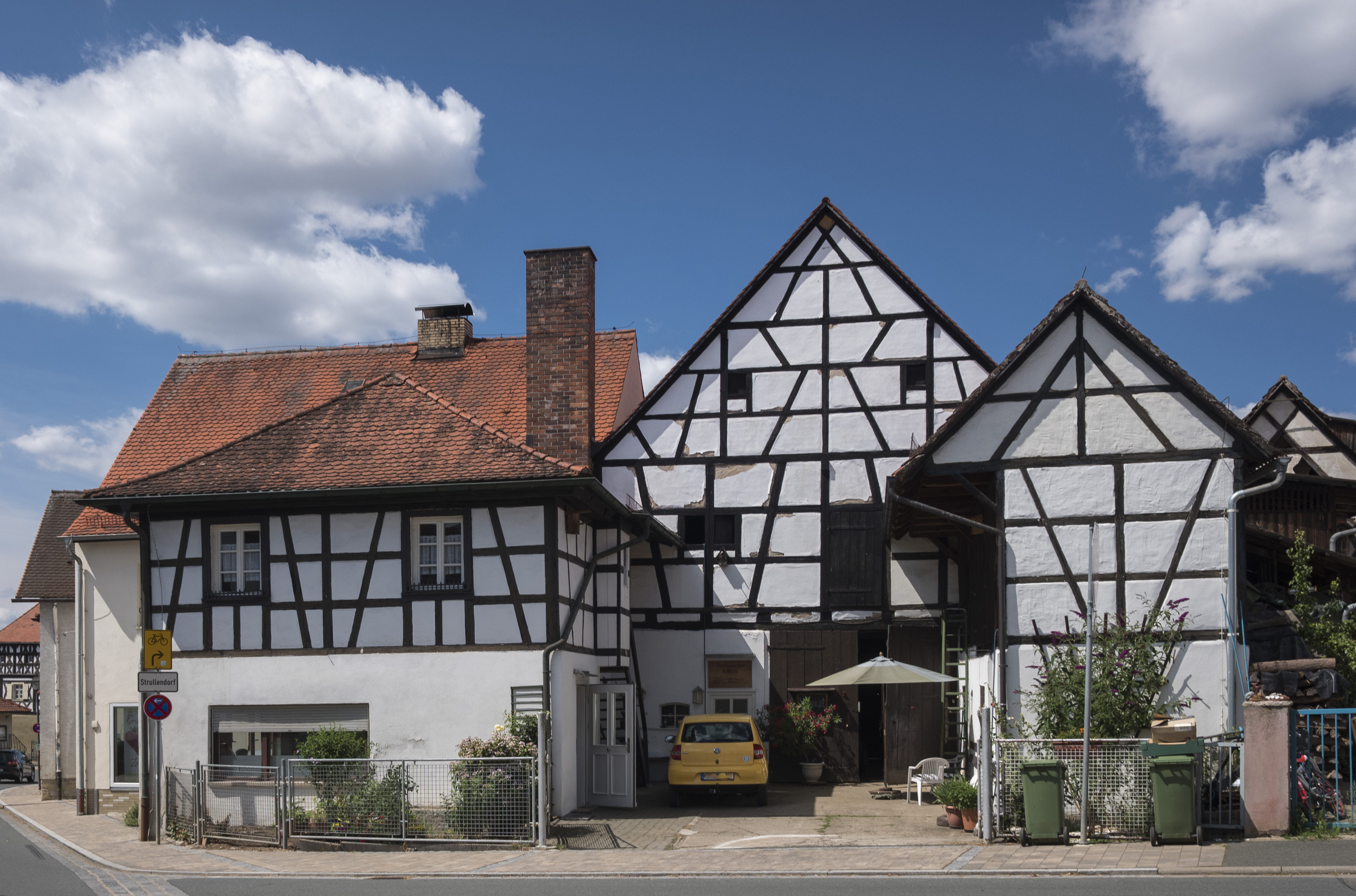
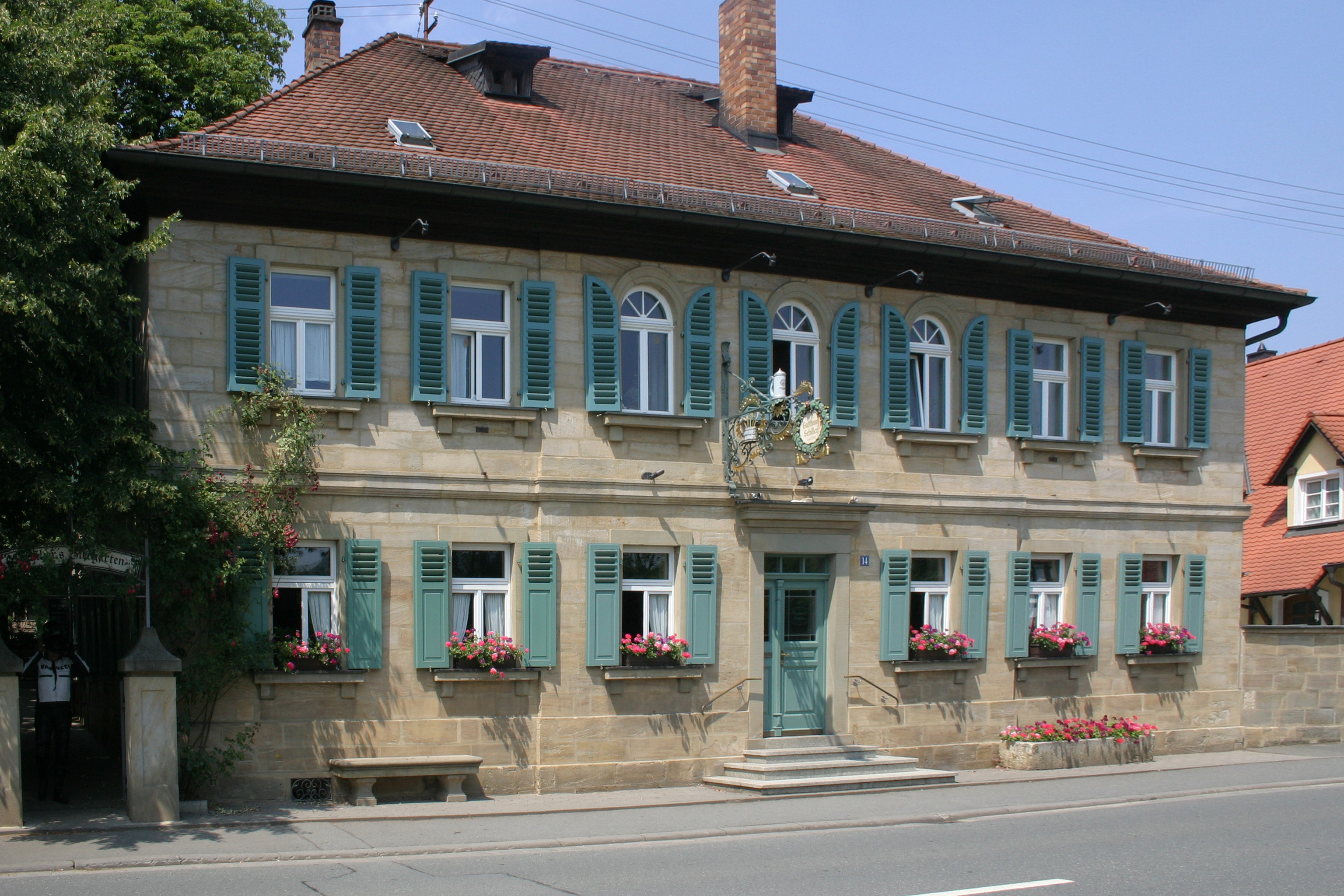
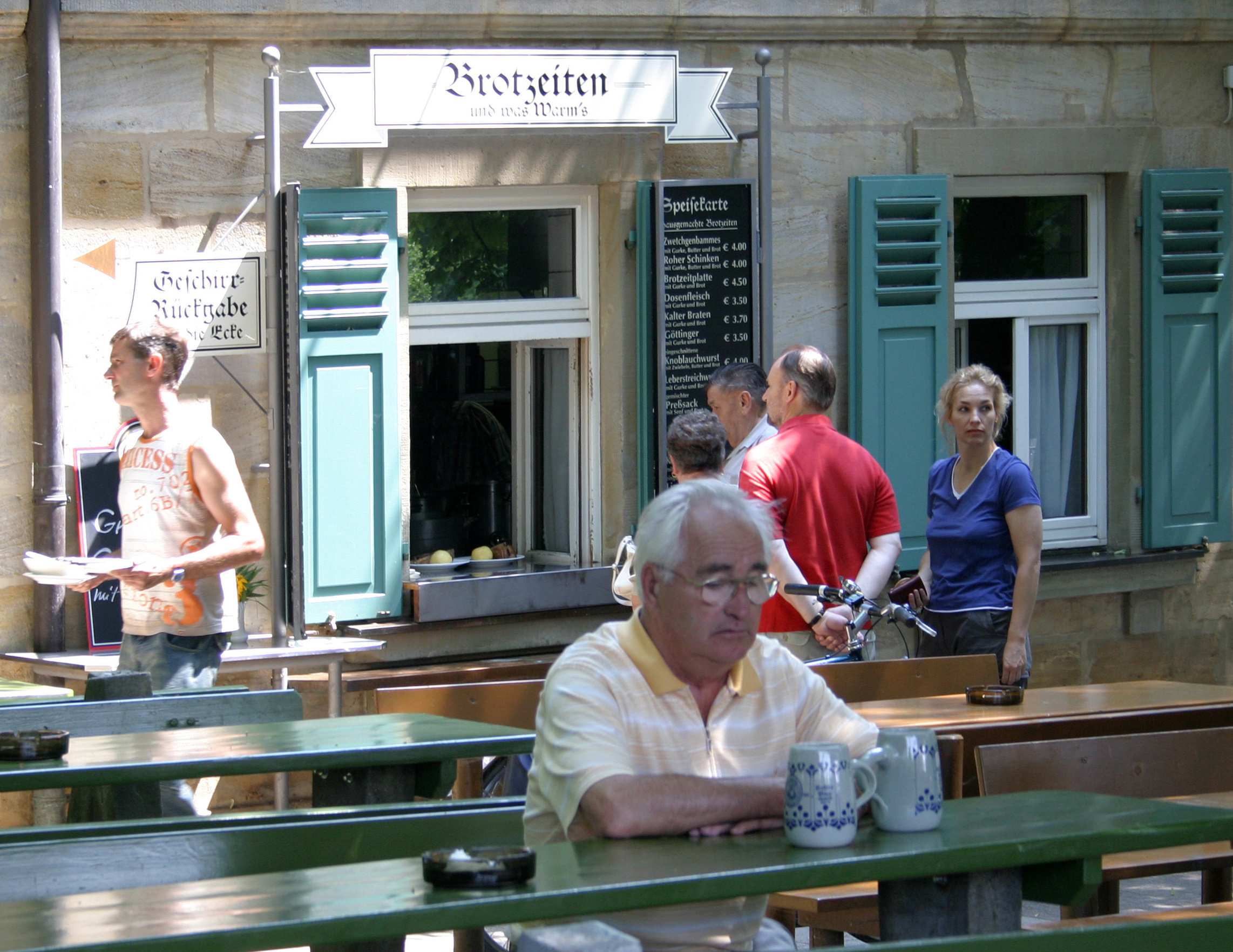
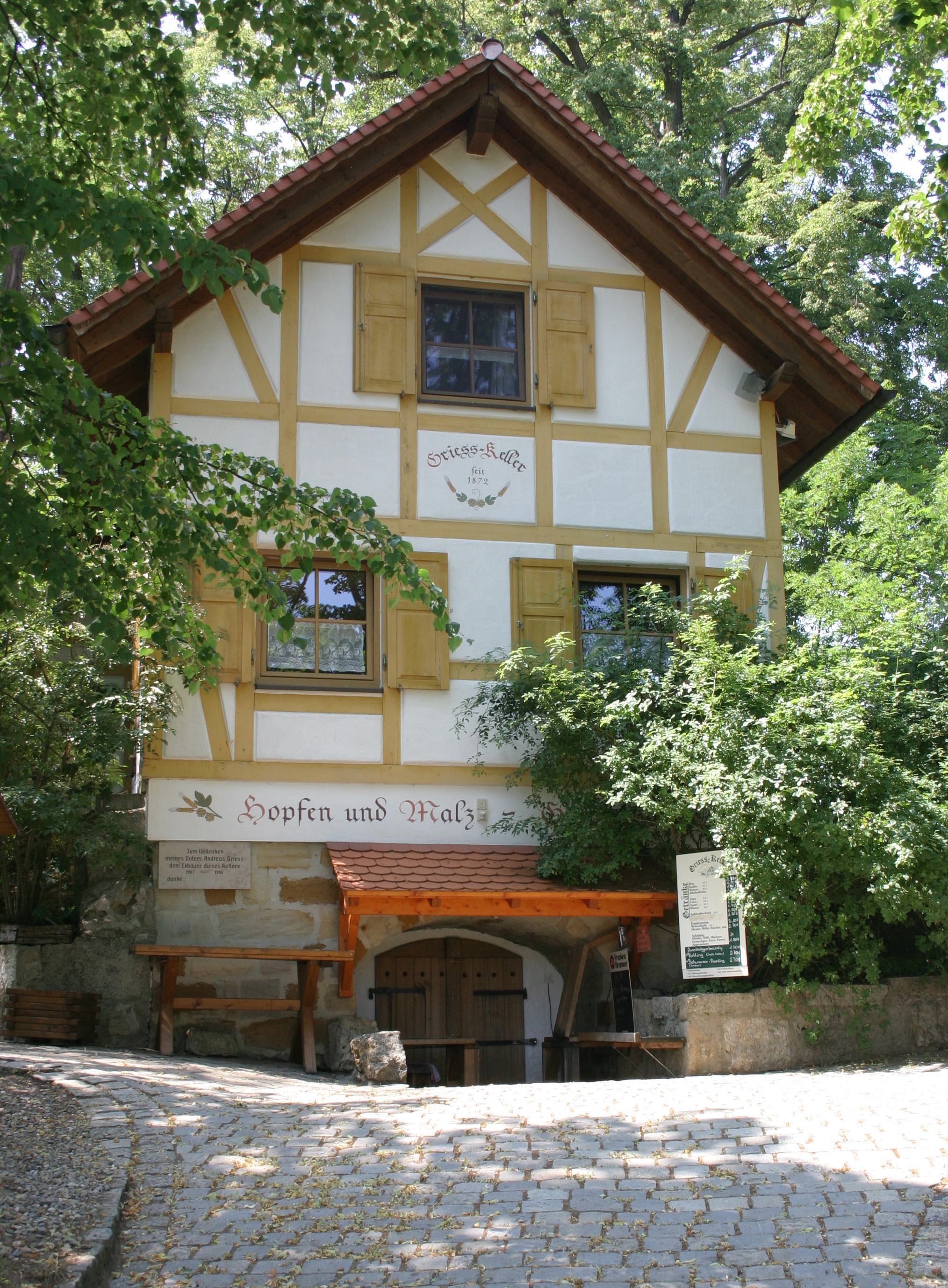
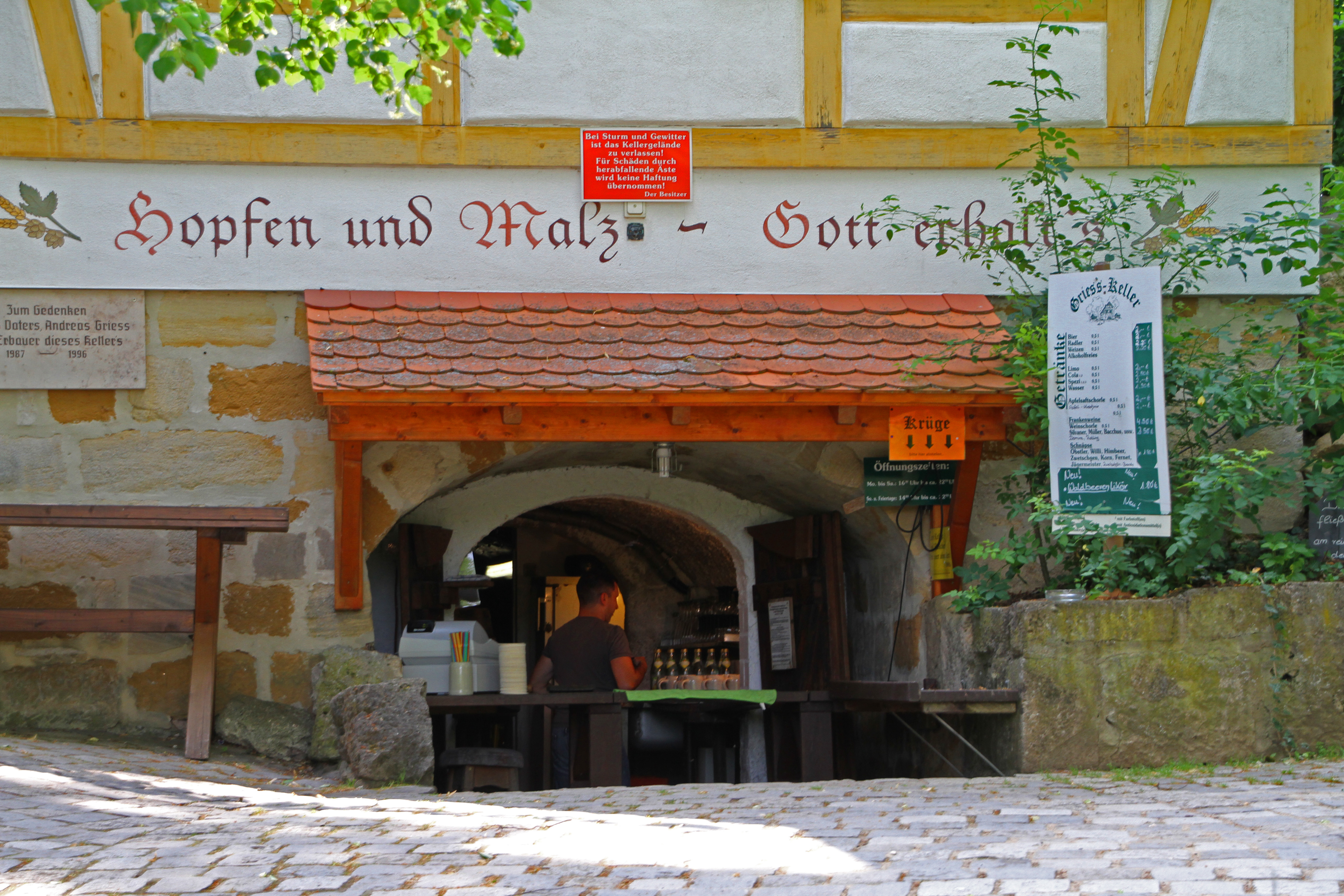
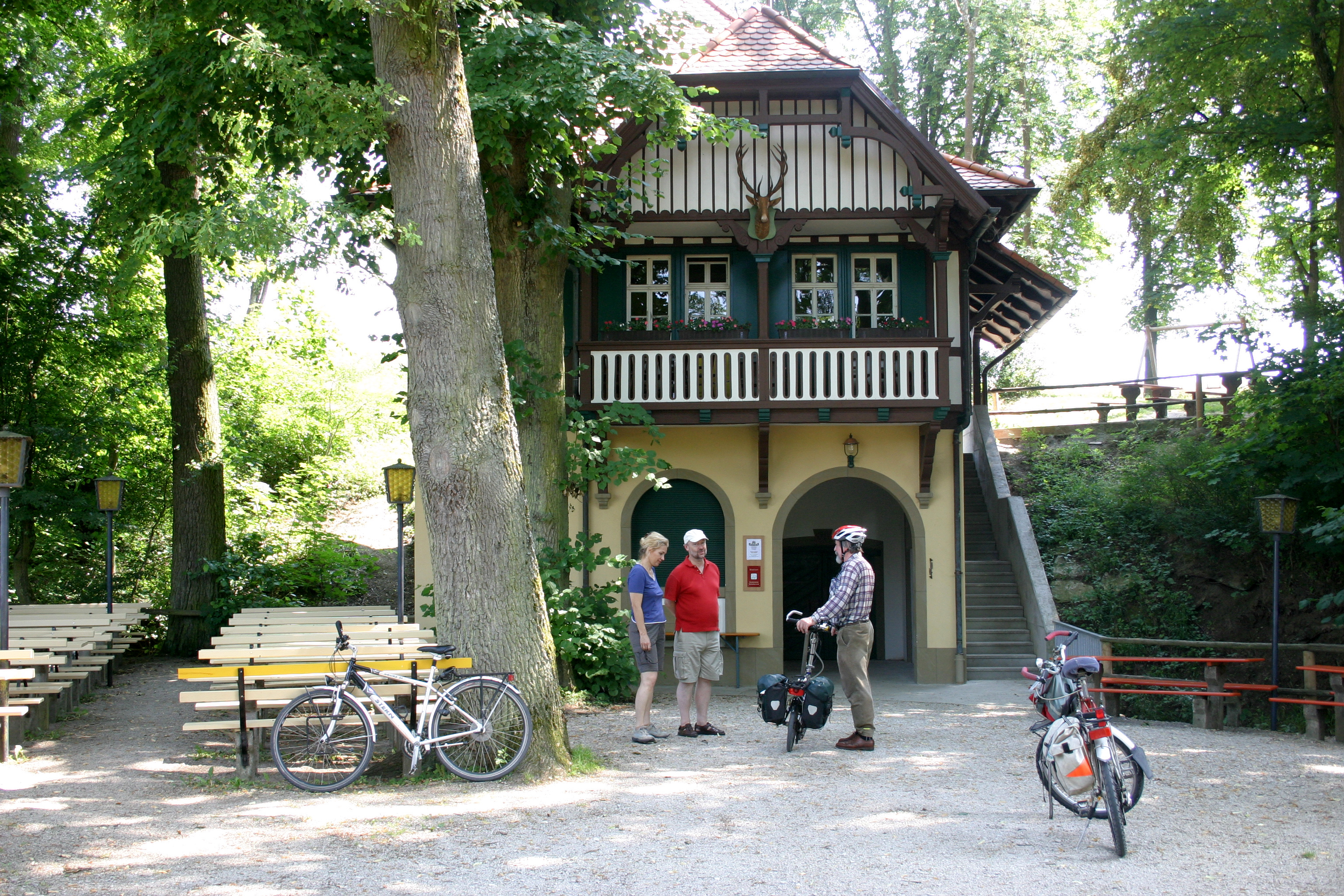
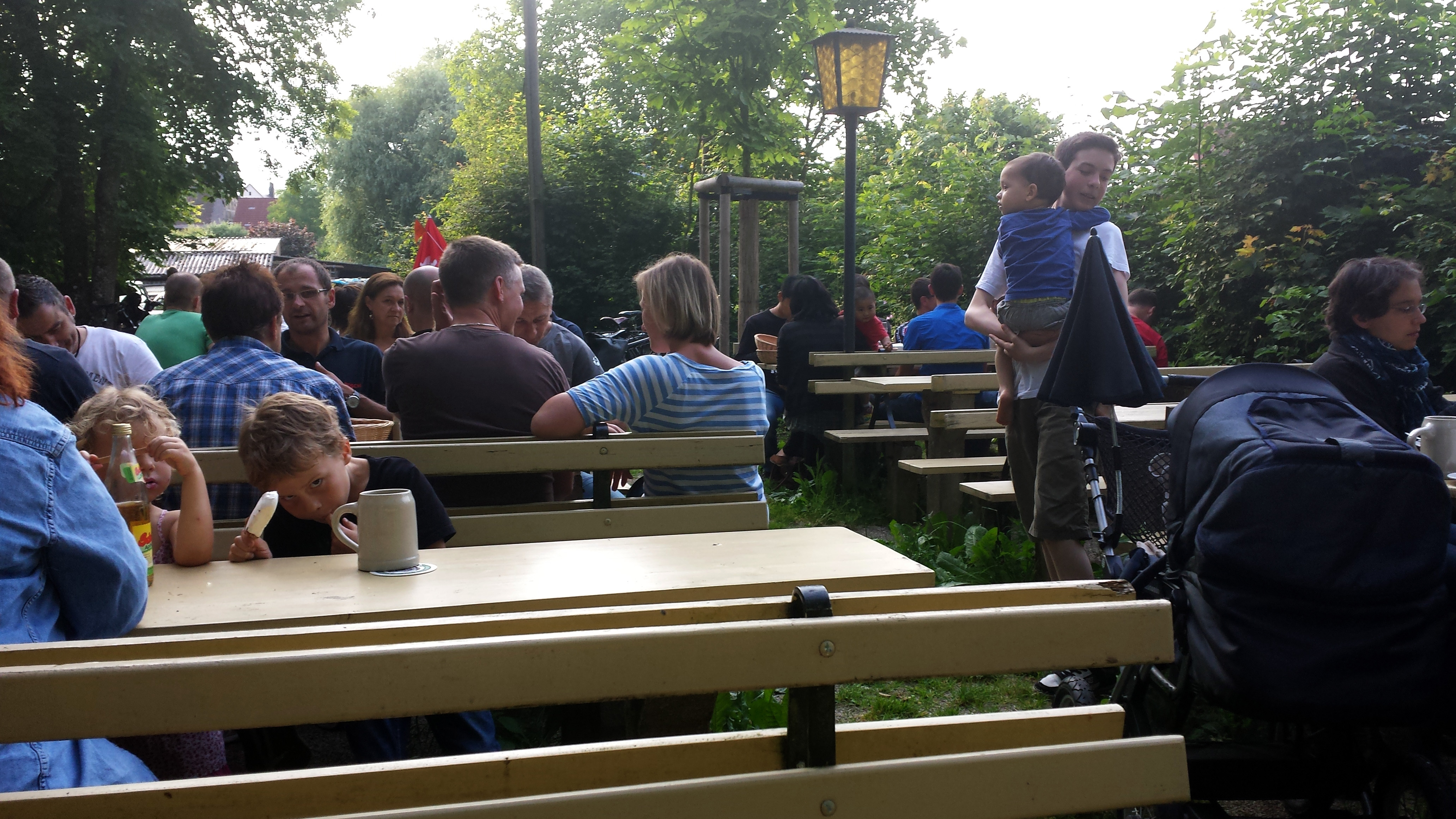
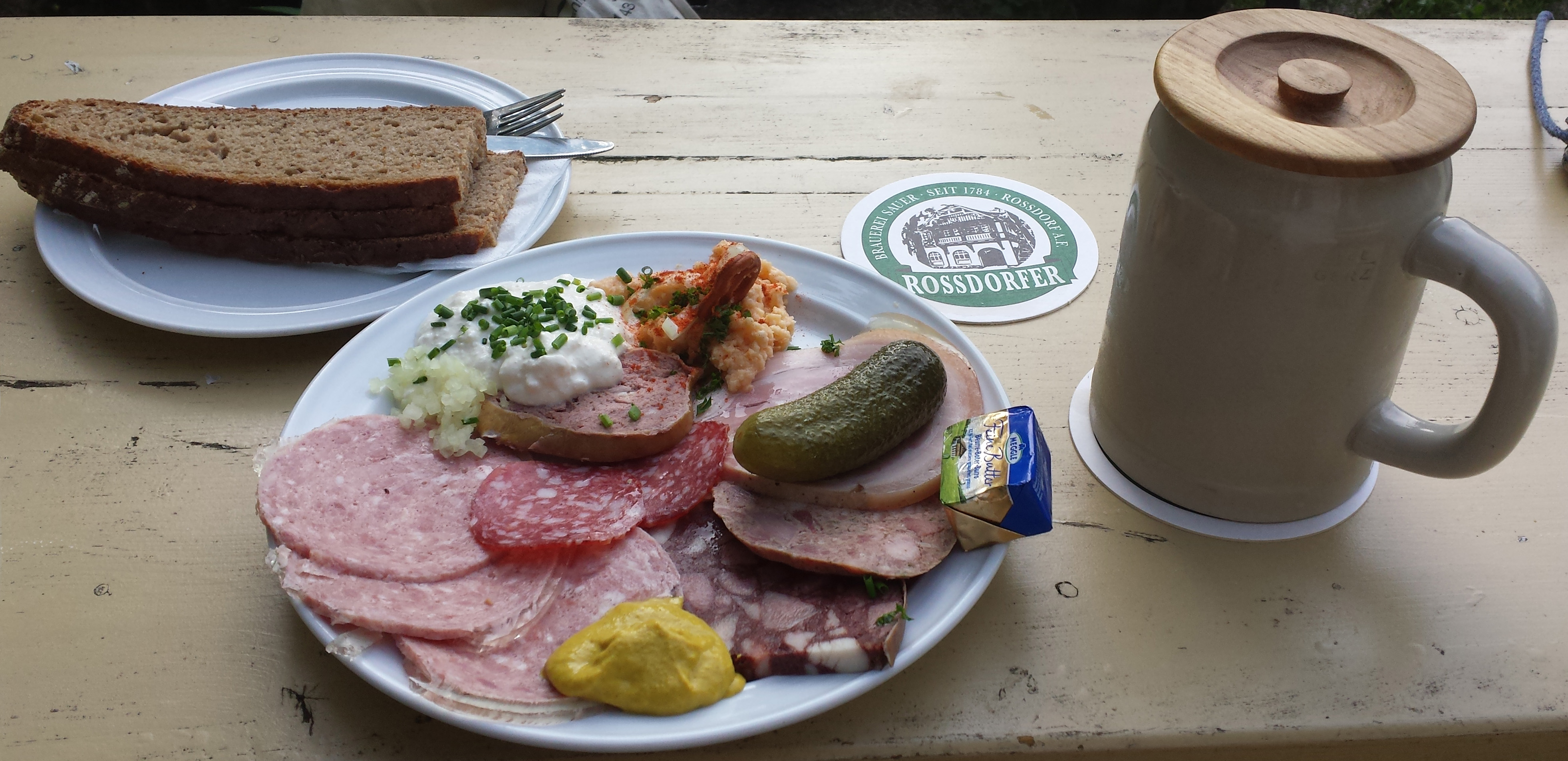